# Мирновский сельсовет (Новосибирская область)
Мирновский сельсовет — сельское поселение и административно-территориальная единица в Тогучинском районе Новосибирской области Российской Федерации.
Административный центр — село Лекарственное.

## История
Статус и границы сельского поселения установлены Законом Новосибирской области от 2 июня 2004 года № 200-ОЗ «О статусе и границах муниципальных образований Новосибирской области»

## Население
| 2002  | 2010  | 2012  | 2013  | 2014  | 2015  | 2016  |
| ----- | ----- | ----- | ----- | ----- | ----- | ----- |
| 1441  | ↘1413 | ↘1379 | ↗1394 | ↗1402 | ↘1376 | ↘1348 |
| 2017  | 2018  | 2019  | 2020  | 2021  |       |       |
| ↘1321 | ↗1325 | ↘1308 | ↘1291 | ↘1262 |       |       |

## Состав сельского поселения
| № | Населённый пункт | Тип населённого пункта       | Население |
| - | ---------------- | ---------------------------- | --------- |
| 1 | Карпысак         | село                         | ↘685      |
| 2 | Лекарственное    | село, административный центр | ↘728      |